# Can Muntaner de Dalt
La Casa Larrard es un edificio de la ciudad española de Barcelona que fue la residencia de  Eusebi Güell y alberga en la actualidad la Escuela Baldiri Reixach.

## Historia
Era una antigua masía del siglo XVIII, denominada Can Muntaner de Dalt, que fue adquirida por Eusebi Güell, junto con una extensa finca a su alrededor para levantar una ciudad-jardín, que no fructificó, y dio origen al parque Güell. Fue reformada para ser habilitada como residencia veraniega, aunque con el tiempo la familia Güell fue pasando más tiempo en ella, hasta convertirla en su residencia permanente debido a la falta de espacio en el Palau Güell. Gaudí le añadió posteriormente un porche y el invernadero. Tras la muerte de Güell, el arquitecto Josep Goday amplió y reformó el edificio  para ser una escuela. Esta fue inaugurada durante la Exposición Universal de 1929, y en la actu hoy en día sigue siendo una escuela de niños con el nombre de .

## Descripción
Es un edificio de volúmenes complejos, con varias alas con distinto número de plantas.